# Lukovica pri Domžalah
Lukovica pri Domžalah is een plaats in Slovenië en maakt deel uit van de gemeente Lukovica in de NUTS-3-regio Osrednjeslovenska. De plaats telde 403 inwoners op 1 januari 2020.